# 22. deželnostrelska divizija (Avstro-Ogrska)
22. deželnostrelska divizija (izvirno nemško 22. Landwehr/Schützen-Division) je bila pehotna divizija avstro-ogrskega domobranstva, ki je bila aktivna med prvo svetovno vojno.

## Zgodovina
Divizija je sodelovala v bojih na soški fronti.
Aprila 1917 je bila divizija preimenovana iz 21. Landwehr-Division (21. domobranska divizija) v 21. Landschützen-Division (21. deželnostrelska divizija).
Divizija je sodelovala v edini avstro-ogrsko-nemški ofenzivi na soški fronti. Prvi dan ofenzije je divizija zajela 3000 ujetnikov, 36 topov in 50 mitraljezov, medtem ko je v tednu bojev (med 24. in 31. oktobrom) izgubila 22 časnikov (4 padli in 18 ranjeni) in 564 vojakov (79 padlih in 485 ranjenih).

## Organizacija
Maj 1941
- 43. domobranska pehotna brigada
- 44. domobranska pehotna brigada
- 22. domobranski poljskohavbični divizion
- 22. domobranski poljskotopniški divizion

## Poveljstvo
Poveljniki (Kommandanten)
- Heinrich von Krauss-Elislago: avgust - september 1914
- Ignaz Schmidt von Fussina: september 1914 - junij 1915
- Joseph Schön: junij 1915 - februar 1916
- Heinrich Haustein von Haustenau: februar - marec 1916
- Alfred Kochanowski von Korwinau: marec 1916 - marec 1917
- Rudolf Müller: marec 1917 - oktober 1918
- Eduard von Merten: oktober - november 1918